# 费城动物园
费城动物园（Philadelphia Zoo）是美国費城百年纪念区（Centennial District）、斯库尔基尔河西岸的一座动物园，是美国第一个真正意义上的动物园。

## 历史
它于1859年3月21日建立，但由于内战爆发，1874年7月1日才对外开放。动物园开张时有1000只动物。在国家动物园尚未建成时，该动物园代替史密森尼学会收留过野生动物。现在动物园占地42英畝（17公頃），有近1,300只动物，其中许多是稀有、濒危物种。 费城动物园每天上午 9:30 至下午 5:00 开放。